# Sara Berardinelli
Sara Berardinelli (Roma, 20 ottobre 2001) è una ginnasta italiana.
È stata campionessa italiana alla trave 2017, ha partecipato ai mondiali di Montreal 2017 e agli Europei di Berna 2016 juniores.

## Carriera

### 2015: Gli Esordi, Serie A, Gymnix, Flanders international
Sara Berardinelli esordisce in serie A1 a febbraio 2015, in prestito alla Olos Gym 2000, ottiene 11,600 alle parallele, 12,250 alla trave e 11,550 al corpo libero. Contribuisce al nono posto della squadra.
Nella seconda tappa di Serie A, compete su tutti e quattro gli attrezzi e contribuisce al settimo posto della squadra. Compete anche nella terza tappa di Serie A e nella quarta.
Compete poi al Gymnix, dove con le compagne di squadra Francesca Noemi Linari, Michela Redemagni e Clara Colombo ottiene la medaglia di bronzo ed ottiene un ulteriore bronzo nella finale alla trave con 13.275 punti dietro a Rose-Kaying Woo e Ana Padurariu.
Partecipa poi al Flanders Team Challenge nella squadra mista (Brasile e Italia), formata dalle brasiliane Rebeca Andrade, Leticia Costa, Daniele Hypolito, Flavia Saraiva, e Julie Kim Sinmon e dalle italiane Francesca Noemi Linari, Michela Redemagni, Clara Colombo, Caterina Cereghetti e Nicole Simionato. La squadra vince il bronzo.
Viene convocata per un incontro pre-EYOF a Ipswich in Gran Bretagna con Caterina Cereghetti, Martina Maggio, Francesca Noemi Linari, Desiree Carofiglio e Nicole Simionato. La squadra conquista una medaglia di bronzo dietro a Gran Bretagna e Germania.

### 2016: Trofeo città di Jesolo, amichevole di Carpiano ed Europei di Berna
Partecipa al trofeo città di Jesolo, dove finisce diciassettesima nella classifica all-around con 50,150 e non accede ad alcuna finale di specialità.
Prende poi parte all'incontro amichevole di Carpiano. La Berardinelli fa parte del team Italia A che oltre a lei comprende: Martina Maggio, Maria Vittoria Cocciolo, Martina Basile e Giulia Bencini, vince così la medaglia di bronzo dietro alla Gran Bretagna e al team Italia B.
Viene convocata per gli europei juniores di Berna con Francesca Noemi Linari, Maria Vittoria Cocciolo, Martina Basile e Martina Maggio. Compete solo alle parallele e alla trave, dove ottiene rispettivamente 13.266 e 12.700. Contribuisce così al quarto posto della squadra italiana.
A fine 2016 con le compagne Sofia Arosio, Giulia Bencini, Caterina Cereghetti, Benedetta Ciammarughi, Alice D'Amato, Asia D'Amato, Elisa Iorio, Francesca Noemi Linari e Giorgia Villa.

### 2017: Trofeo città di Jesolo, Assoluti, Mondiali, Elite Gym Massilia
Partecipa per il secondo anno consecutivo al trofeo città di Jesolo, questa volta da senior. Si piazza al 30º posto nell'all around con 48.850.
Viene poi convocata per i campionati italiani assoluti di Perugia dove si piazza in quinta posizione con 52.650 (prima seniores). Si qualifica poi per la finale alla trave che riesce a vincere con 13.300 davanti a Martina Basile e Alice D'Amato. I risultati dei campionati assoluti le valgono la convocazione per i mondiali di Montreal insieme a Desiree Carofiglio, Vanessa Ferrari e Lara Mori. Ai mondiali compete alle parallele ottenendo 12.500 e alla trave 11.066.
A chiusura della stagione partecipa all'Elite Gym Massilia (Massilia Cup). Il team italiano, che oltre alla Berardinelli comprende Elisa Meneghini, Giada Grisetti e Francesca Noemi Linari, si ferma in quarta posizione; individualmente riesce ad accedere alla finale alla trave, dove con un punteggio di 11.900 termina in 4ª posizione.

### 2018, 2019 e 2020:Trofeo Città di jesolo, Serie A
Partecipa al trofeo città di Jesolo e finisce in 19ª posizione con 50.533.
Partecipa poi con la Adesso sport alla seconda e alla terza tappa di serie A.
Nel 2019 partecipa poi a tutte e tre le tappe di serie A nuovamente con la Adesso Sport.
Nel 2020 partecipa alla seconda tappa di Serie A2 ad Ancona, dove aiuta la squadra a raggiungere la decima posizione.
Ad ottobre 2020 annuncia la decisione di smettere di allenarsi